# Mexicano-Canadiens
Un Mexicano-Canadien est un citoyen du Canada qui a des ancêtres originaires du Mexique.